# Ignacy Trzciński
Ignacy Trzciński herbu Leliwa odmienna – podczaszy inflancki w 1782 roku, deputat województwa lubelskiego na Trybunał Główny Koronny w 1792 roku, poseł na Sejm I Rzeczypospolitej.